# Thylactus dentipennis
Thylactus dentipennis är en skalbaggsart som beskrevs av Wang och Fernando Chiang 1998. Thylactus dentipennis ingår i släktet Thylactus och familjen långhorningar. Inga underarter finns listade i Catalogue of Life.